# Ушня (Черниговская область)
У́шня (укр. Ушня) — село в Менском районе Черниговской области Украины. Население 794 человека. Занимает площадь 2,75 км².
Код КОАТУУ: 7423089001. Почтовый индекс: 15676. Телефонный код: +380 4644.

## Власть
Орган местного самоуправления — Ушнянский сельский совет. Почтовый адрес: 15676, Черниговская обл., Менский р-н, с. Ушня, ул. Пролетарская, 9.